# Granatnik SARPAC
SARPAC (Super arme de proximité anti-char) – francuski rakietowy granatnik przeciwpancerny kalibru 68 mm opracowany w latach 70. XX wieku przez przedsiębiorstwo Hotchkiss-Brandt.
Granatnik projektowany był jako broń jednorazowego użytku, pozwala jednak na oddanie 20-30 strzałów. Broń przystosowana jest do strzelania amunicją kumulacyjną (ROCHAR), burzącą (ROCAP) i świetlną (ROCLAIR).
SARPAC nie został przyjęty do uzbrojenia armii francuskiej, znalazł jednak zastosowanie w armii fińskiej oraz malezyjskiej.